# 죽천이공행적록
죽천이공행적록(竹泉李公行蹟錄)은 1624년 인조의 책봉을 위해 주청사로 명나라에 다녀온 죽천 이덕형(李德泂, 1566년 ~ 1645년)의 사행을 기록한 필사본 책이다. 2018년 12월 5일 문화재 지정예고 절차를 거쳐, 2019년 2월 13일 부산광역시의 문화재자료 제219호로 지정되었다.

## 지정 사유
국립해양박물관 소장 《죽천이공행적록》(竹泉李公行蹟錄)은 1624년 인조의 책봉을 위해 주청사로 명나라에 다녀온 죽천 이덕형(李德泂)의 사행을 기록한 필사본 1책이다. 이 책은 1624년 6월부터 10월까지 해로사행의 항해 일정에 주목하여 발생되는 주요 사건을 중심으로 날짜별로 기록되어 있으며 바다의 낯선 환경에 처한 인물의 주관적 입장을 사실적으로 표현하고 있다.
지금까지 밝혀진 우리나라 최초의 국문 사행록인 《담헌연행록》(1765년)보다 120여년 앞선 것으로 보아 한글로 기록된 사행록 가운데 가장 이른 시기의 것으로 추정되고 해로사행 경로가 정확히 묘사되어 있어 한중 관계사와 사신 관계 등에서 사료적 가치가 높은 자료이다. 또 한글로 작성된 사행록을 모본으로 하여 한역(漢譯)이 이루어진 것을 확인할 수 있는 자료로서 17세기 한글연구에 귀중한 자료이며 해양역사를 밝힐 수 있는 정보를 담고 있어 서지학적 가치가 높다.

## 같이 보기
- 담헌연행록

## 참고 문헌
- 죽천이공행적록 - 국가유산청 국가유산포털